# Магомедов, Руслан Гаджимагомедович
Руслан Гаджимагомедович Магомедов (26 ноября 1986 года, Кизилюрт, Дагестанская АССР, РСФСР, СССР) — российский боец смешанных единоборств.
Родился 26 ноября 1986 года в Кизилюрте. По национальности даргинец .В восемь лет отец привёл его в секцию бокса. Но Магомедов предпочитал игровые виды спорта, поэтому вскоре перешёл в футбол. В юношеские годы вошёл в состав взрослой команды кизилюртовского «Автомобилиста». Затем Магомедов занялся карате, а после этого — тайским боксом.
Был призван в армию. Служил в ракетных войсках, сначала в Екатеринбурге, а затем в Иркутске. Прошёл отбор в спецназ, где прослужил четыре года и дослужился до звания старшего лейтенанта. Тогда же начал участвовать в соревнованиях по рукопашному бою для военнослужащих. После одного из таких состязаний получил приглашение от президента клуба «Академия ММА» переехать в Москву и заняться профессиональными боями.
Принимал участие в съёмках телесериала «Дружба народов» на ТНТ.

## Статистика боёв
| Результат | Дата            | Турнир                                         | Соперник               | Раунд | Время | Метод                                     |
| --------- | --------------- | ---------------------------------------------- | ---------------------- | ----- | ----- | ----------------------------------------- |
| Поражение | 16 июля 2021    | ACA 126: Magomedov vs. Egemberdiev             | Денис Смолдарев        | 3     | 5:00  | Раздельное решение                        |
| Поражение | 13 декабря 2020 | ACA 115: Magomed Ismailov vs. Shtyrkov         | Дмитрий Побережец      | 3     | 0:30  | Нокаутом (удары)                          |
| Победа    | 15 ноября 2019  | ACA 101: Strus vs. Nemchinov                   | Дэниел Джеймс          | 3     | 5:00  | Единогласное решение                      |
| Победа    | 3 октября 2015  | UFC 192: Cormier vs. Gustafsson                | Шон Джордан            | 3     | 5:00  | Единогласное решение                      |
| Победа    | 22 ноября 2014  | UFC Fight Night 57 — Edgar vs. Swanson         | Джош Коупленд          | 3     | 5:00  | Единогласное решение                      |
| Победа    | 31 мая 2014     | UFC Fight Night 41 — Munoz vs. Mousasi         | Виктор Пешта           | 3     | 5:00  | Единогласное решение                      |
| Победа    | 26 октября 2013 | Fight Nights — Battle of Moscow 13             | Тим Сильвия            | 3     | 5:00  | Единогласное решение                      |
| Победа    | 23 февраля 2013 | Fight Nights — Battle of Moscow 10             | Майк Хейз              | 3     | 5:00  | Единогласное решение                      |
| Победа    | 28 июня 2012    | DFC — Dictator Fighting Championship 1         | Амир Алискеров         | 2     | 5:00  | Единогласное решение                      |
| Победа    | 6 апреля 2012   | League S-70 — Russian Championship Third Round | Игорь Задерновский     | 1     | 3:29  | Сабмишном (удушение гильотиной)           |
| Победа    | 23 марта 2012   | United Glory 15 — 2012 Glory World Series      | Рикко Родригес         | 3     | 5:00  | Единогласное решение                      |
| Победа    | 7 июля 2011     | Fight Nights — Battle of Moscow 4              | Виталий Яловенко       | 2     | 5:00  | Единогласное решение                      |
| Победа    | 27 мая 2011     | WH — Warrior’s Honor 3                         | Ваган Вожукян          | 2     | 3:12  | Техническим нокаутом (удары)              |
| Поражение | 27 мая 2011     | WH — Warrior’s Honor 3                         | Константин Глухов      | 2     | 1:19  | Нокаутом (удар по корпусу)                |
| Победа    | 9 апреля 2011   | ProFC — Union Nation Cup 14                    | Анатолий Носырев       | 1     | 0:28  | Сабмишном (рычаг локтя)                   |
| Победа    | 17 декабря 2010 | ProFC — ProFC 22                               | Магомедтагир Магомедов | 1     | 1:30  | Техническим нокаутом (удары)              |
| Победа    | 13 ноября 2010  | ProFC — Russia Cup Stage 1                     | Мурад Магомедов        | 1     | 2:30  | Техническим нокаутом (удары)              |
| Победа    | 13 ноября 2010  | ProFC — Russia Cup Stage 1                     | Расул Мусрайлов        | 1     | 3:45  | Техническим нокаутом (остановка доктором) |

## Исключение из UFC
Руслан Магомедов был исключён из UFC в 2019 году по решению USADA, за тройное нарушение антидопинговой политики, также боец получил пожизненную дисквалификацию на занятие данным видом спорта в США. Причиной стало использование стероидов.
Первый тест российский спортсмен провалил 17 сентября 2016 года, попавшись на употреблении селективного модулятора андрогеновых рецепторов остарина и получив отстранение на два года.
В октябре 2018 года в его организме были найдены следы нескольких метаболитов, метилтестостерона и станозолола.
5 февраля 2019 года USADA попыталось протестировать Магомедова вновь, но он отказался сдавать анализы, что послужило причиной для пожизненной дисквалификации.